# Nakobe Dean
Nakobe Rashod Dean (Horn Lake, Misisipi, 13 de diciembre de 2000) más conocido como Nakobe Dean, es un jugador profesional estadounidense de fútbol americano, se desempeña en la posición de linebacker en Philadelphia Eagles, en la National Football League (NFL).

## Carrera
Fue seleccionado en la tercera ronda en la Reunión Anual de Selección de Jugadores de la NFL de 2022. Hizo su debut profesional con el equipo Philadelphia Eagles, donde lleva jugando dos temporadas.